# 佛羅里達長鱸
佛羅里達長鱸，為輻鰭魚綱鱸形目鱸亞目鮨科的其中一種，分布於西大西洋區，從美國北卡羅萊納州至佛羅里達群島海域，棲息深度30-150公尺，體長可達13公分，棲息在岩礁區，為底棲性魚類，屬肉食性，生活習性不明。

## 擴展閱讀
- 佛羅里達長鱸的图片 （页面存档备份，存于）